# Warcraft II: Tides of Darkness
Vous lisez un « bon article » labellisé en 2012.
Warcraft II: Tides of Darkness est un jeu vidéo de stratégie en temps réel (STR) développé par Blizzard Entertainment. Les versions PC et Macintosh sont publiées en Amérique du Nord par Blizzard Entertainment en 1995 et en Europe par Ubisoft en 1996. Il est bien accueilli par les critiques l'année suivant sa sortie et connaît un grand succès commercial avec plus de 2 millions d'exemplaires vendus à ce jour.
Plus tard en 1996, Blizzard Entertainment publie une extension Warcraft II: Beyond the Dark Portal sur PC et Macintosh et en 1997 Electronic Arts édite une version regroupant le jeu original et son extension Warcraft II: The Dark Saga pour les consoles Sega Saturn et PlayStation. Warcraft II: Battle.net Edition regroupant le jeu original et son extension, permet de jouer sur la plate-forme multijoueur Battle.net créée par Blizzard Entertainment (et déjà utilisée pour Diablo et StarCraft) et sort en 1999, remplaçant la version PC fonctionnant sous MS-DOS par une version fonctionnant sous Windows.
À la suite du succès de Warcraft II: Tides of Darkness, Blizzard Entertainment publie StarCraft en 1998 qui reprend le système de jeu des deux premiers Warcraft mais en le transposant dans l'espace. Celui-ci et son extension StarCraft: Brood War restent à ce jour le jeu de stratégie sur PC le plus vendu au monde et contribuent fortement au développement de l'e-sport dans les années 2000. En 2002, la série est complétée par la sortie de Warcraft III: Reign of Chaos qui connaît lui aussi un important succès critique et commercial.

## Trame

### Univers
Warcraft II: Tides of Darkness prend place dans le monde imaginaire de type médiéval-fantastique développé dans le premier opus de la série. L'histoire fait suite à la campagne des Orcs de Warcraft: Orcs and Humans qui retraçait l'invasion du royaume humain d'Azeroth par les Orcs venus du monde de Draenor et qui se terminait par la défaite des Humains et la destruction d'Azeroth,.

### Tides of Darkness

#### Contexte
À la suite de la Première Guerre qui provoque la chute d'Azeroth et la destruction de la forteresse de Stormwind, les survivants guidés par Anduin Lothar prennent la fuite par la mer en direction du Royaume de Lordaeron. Les Humains tentent alors de rallier les différentes nations et races peuplant la région comme les Hauts-Elfes et les Nains dans le but de former une coalition capable de repousser la horde. De leur côté, les Orcs, bien que divisés par de nombreuses querelles intestines, ont décidé de suivre leur nouveau chef de guerre Orgrim Doomhammer à la poursuite des Humains et de partir au-delà des mers à la conquête du Royaume de Lordaeron,.

#### Scénario
L'invasion de Lordaeron par les Orcs est au départ un grand succès grâce notamment à l'aide du chef des Trolls, Zul'jin et des Ogres menés par Cho'Gall. La horde parvient ainsi à détruire la forteresse de Stormwind avant de conquérir le Royaume des Hauts-Elfes de Quel'Thalas. Mais alors que la horde s'apprête à envahir le dernier bastion de l'Alliance qu'est la cité magique de Dalaran, le nécromancien Gul'dan quitte la horde avec ses troupes pour partir à la recherche du tombeau de Sargeras et Orgrim Doomhammer doit envoyer des troupes à sa recherche donnant ainsi à l'Alliance le temps qu'il lui manquait pour se regrouper. Dans la campagne des Orcs cela n'est pas suffisant et la horde parvient tout de même à prendre Dalaran et à conquérir Lordaeron mais dans la campagne des Humains la horde est repoussée jusqu'au portail d'Azeroth. Celui-ci est alors le lieu d'une ultime bataille lors de laquelle Orgrim Doomhammer parvient à tuer Anduin Lothar sans réussir à empêcher les Humains de détruire le portail,. Seule la fin de la campagne des Humains s'inscrit dans la trame historique de la série et le scénario de Warcraft II: Beyond the Dark Portal considère que le portail a bien été détruit.

### Beyond the Dark Portal

#### Contexte
Après la Deuxième Guerre et la destruction du portail, la forteresse de Nethergarde est construite près de l'emplacement de celui-ci afin de surveiller la faille reliant Azeroth au monde de Draenor. Les quelques Orcs restants en Azeroth ont été faits prisonniers et Draenor est à nouveau secoué par les incessantes querelles entre clans. Un des plus puissants Chaman orcs, Ner'zhul, cherche néanmoins à rétablir l'ordre et à rouvrir le portail pour regagner le monde des Humains.
Plusieurs années plus tard, le mage Khadgar détecte d'étranges émanations venant du portail et suspecte le fait que celui-ci puisse être rouvert. Il décide alors de prévenir l'Alliance.

#### Scénario
Dans le monde de Draenor, Ner'zhul s'allie avec Grom Hellscream et avec l'aide de son clan réussit à mater la rébellion et à récupérer un artefact qui lui permet de rouvrir le portail vers Azeroth. La horde parvient ensuite à détruire la forteresse de Nethergarde et lance une nouvelle invasion. Dans la campagne des Orcs, la horde menée par Ner'zhul parvient ensuite à conquérir Azeroth puis à retourner à Lordaeron pour détruire la cité des mages de Dalaran. Dans la campagne des Humains la horde est à nouveau repoussée de l'autre côté du portail par les forces de l'Alliance. S'attendant à de nouvelles attaques des Orcs, les Humains décident d'envoyer une armée constituée de leurs meilleurs éléments et menée par le magicien Khadgar à travers le portail dans le but de détruire le portail se trouvant sur Draenor. Ils prennent d'assaut la citadelle où siège Ner'zhul et Khadgar réussit à récupérer les artefacts volés par les Orcs dont il a besoin pour refermer le portail. Le portail vers Azeroth est détruit mais Khadgar et ses hommes restent coincés sur Draenor alors que celui-ci est secoué par de nombreuses secousses sismiques causées par l'ouverture de nouveaux portails par Ner'zhul.
Comme dans Warcraft II: Tides of Darkness seule la fin de la campagne des Humains s'inscrit dans la trame historique de la série et les épisodes suivants de la série considèrent que Khadgar et ses hommes ont réussi à détruire le portail sur Draenor,.

## Système de jeu
Warcraft II: Tides of Darkness est un jeu vidéo de stratégie en temps réel (STR) reprenant le concept du « récolter-construire-conquérir » introduit par Westwood Studios dans Dune II et déjà utilisé par Blizzard Entertainment dans Warcraft: Orcs and Humans,. Comme dans celui-ci, le joueur doit collecter des ressources lui permettant de construire des bases et de créer des troupes afin de combattre l'armée adverse jusqu'à obtenir la victoire. Le gameplay de Warcraft II se distingue néanmoins de celui de son prédécesseur grâce à un certain nombre de nouveautés dont l'apparition d'une nouvelle ressource et l'ajout d'unités navales et aériennes,. L'interface intègre également des améliorations comme la possibilité de sélectionner jusqu'à neuf unités en même temps ou l'apparition d'un brouillard de guerre empêchant le joueur de voir les unités adverses n'étant plus dans le champ de vision de ses troupes, système qui sera plus tard repris par la quasi-totalité des jeux de stratégie en temps réel,,.

### Économie
Reprenant le concept de son prédécesseur, Warcraft II demande au joueur de récolter des ressources pour construire des bases et créer des troupes. Le joueur dispose comme dans Warcraft: Orcs and Humans d'un hôtel de ville permettant de former des ouvriers pouvant récolter de l'or ou du bois mais aussi construire des bâtiments,. Ce centre-ville peut maintenant être amélioré pour augmenter la quantité de ressource transportée par les ouvriers et pour débloquer des unités plus avancées. Le joueur doit également gérer une nouvelle ressource, le pétrole, nécessaire pour fabriquer et améliorer les navires,. Des navires pétroliers permettent de construire des plates-formes de forage sur des gisements disséminés en mer et de ramener le pétrole dans un chantier naval. Celui-ci doit être construit en bord de mer et permet de fabriquer les pétroliers et des navires de guerre,. La récolte du pétrole peut être accélérée en construisant et en améliorant une raffinerie qui permet d'augmenter la quantité de pétrole transportée par un navire pétrolier.
Comme dans Warcraft: Orcs and Humans le joueur doit également gérer l'approvisionnement en nourriture de ses troupes et de ses navires en construisant des fermes mais n'a plus besoin de construire des routes pour relier ses bâtiments qui peuvent donc être placés n'importe où,.

### Création de troupes
Comme dans Warcraft: Orcs and Humans, le joueur doit construire les bâtiments prévus à cet effet pour produire des unités de combat. La caserne reste le premier bâtiment militaire disponible et permet de construire des unités comme les fantassins ou les archers. Des bâtiments plus avancés, nécessitant parfois d'avoir amélioré l'hôtel de ville, permettent de débloquer de nouvelles unités ou de les améliorer,. Par exemple construire une écurie nécessite un fort et débloque les chevaliers et construire une église nécessite un château fort et permet de transformer les chevaliers en paladins qui en plus d'être plus puissants au combat sont capables de soigner les unités blessées. En plus de produire les pétroliers, le port permet également de construire les navires de combat comme les frégates ou les cuirassés. Comme pour les unités terrestres, des bâtiments plus avancés comme la fonderie permettent de débloquer de nouvelles unités navales ou de les améliorer. Des bâtiments spécifiques permettent de produire et d'améliorer des lanceurs de sorts, des unités volantes ou des unités spécialisées dans la démolition,. Les dragons sont par exemple formés dans un « nid de dragon » alors que les zeppelins sont construits chez l'alchimiste gobelin qui peut en plus former des escouades de saboteurs capables de se faire exploser eux-mêmes pour infliger des dégâts,,.

### Combats
Le système de combat de Warcraft II reprend le concept d'affrontement en temps réel de Warcraft: Orcs and Humans en étendant celui-ci aux combats navals, inédits dans un jeu de stratégie en temps réel, et aux combats aériens,. Le joueur peut toujours contrôler ses unités individuellement ou par groupe mais peut maintenant sélectionner jusqu'à neuf unités en même temps (contre quatre dans son prédécesseur) ce qui facilite la gestion des combats impliquant un grand nombre d'unités.
Chaque type d'unité possède comme dans Warcraft: Orcs and Humans des caractéristiques d'attaque et de défense qui déterminent son efficacité au combat. Ces caractéristiques sont maintenant visibles dans la barre de statut lorsque l'on sélectionne une unité. Le rôle des unités terrestres de base comme les fantassins ou les archers ne change pas par rapport au précédent opus de la série, mais les unités de corps à corps les plus puissantes comme les chevaliers ou les ogres peuvent maintenant être améliorés pour bénéficier de sorts qui augmentent leur efficacité au combat comme la « soif de sang » des ogres-mages qui permet de doubler les dégâts qu'inflige l'unité ciblée,. De nouvelles unités terrestres font leur apparition comme les saboteurs gobelins qui se font exploser eux-mêmes pour détruire leurs ennemis. Un seul d'entre eux est suffisant pour tuer n'importe quelle unité terrestre ou détruire des bâtiments défensifs comme les tours de garde ou les tours à canon.
Les navires de guerre comme les frégates ou les cuirassés sont plus puissants et plus résistants que les unités terrestres et bénéficient du fait de ne pas pouvoir être attaqués par les unités de mêlée s'ils ne s'approchent pas trop près de la côte,. Ils sont en revanche plus chers (nécessitant toujours du pétrole) et ne peuvent pas attaquer les unités et bâtiments situés à l'intérieur des terres. Certains navires se déplacent sous l'eau et ne peuvent être détectés que s'ils sont survolés par des unités aériennes. D'autres permettent de transporter des unités terrestres mais ne peuvent pas attaquer,,. Les unités aériennes comme les zeppelins et les dragons sont plus rapides et peuvent survoler des zones, comme les forêts ou la mer, inaccessibles aux unités terrestres. Elles bénéficient en plus du fait de ne pouvoir être attaquées que par un nombre réduit d'unités tirant à distance comme les archers ou les trolls lanceurs de haches. Certaines comme les zeppelins ne peuvent pas attaquer et n'ont donc pour fonction que d'explorer la carte et de détecter les unités sous-marines.

### Interface
Warcraft II: Tides of Darkness reprend dans les grandes lignes l'interface de Warcraft: Orcs and Humans en divisant l'écran principal en plusieurs parties. La plus grande partie reste la carte de commande sur laquelle le joueur opère pour donner des ordres à ses unités. En haut à gauche se trouve la mini-carte qui correspond à une carte de l'ensemble du territoire sur lequel se déroule la partie et en haut à droite se trouvent les compteurs de ressources ainsi que la barre permettant d'accéder au menu du jeu. La principale innovation de Warcraft II concerne le brouillard de guerre. En plus de cacher au joueur les zones de la carte non explorées, celui-ci assombrit les zones déjà explorées n'étant plus dans le champ de visions des unités du joueur. Le terrain reste ainsi visible mais les unités ennemies sont cachées à la vue du joueur. Inédit lors de la sortie du jeu, ce système amène de nouvelles possibilités stratégiques et sera plus tard repris par la quasi-totalité des jeux de stratégie en temps réel,,.
Certaines commandes ont été automatisées par rapport à l'opus précédent de la série. Pour faire attaquer une unité préalablement sélectionnée le joueur peut par exemple faire un clic droit sur une unité ennemie sans avoir à activer la commande d'attaquer. Warcraft II permet aussi de sélectionner jusqu'à neuf unités en même temps contre quatre dans son prédécesseur ce qui simplifie la gestion des combats impliquant un grand nombre d'unités,. Des nouveautés sont également disponibles dans la barre de statut qui apparaît à gauche de l'écran lorsqu'une ou plusieurs unités sont sélectionnées. Les caractéristiques d'attaque et de défense des unités sont maintenant visibles dans la barre de statut. En plus des commandes déjà présentes dans Warcraft: Orcs and Humans, il est maintenant également possible de demander à des unités de « patrouiller » entre deux positions ou d'ordonner aux unités tirant à distance comme les catapultes de tirer à un endroit sans forcément viser une unité ennemie,.

### Modes de jeux
Warcraft II: Tides of Darkness dispose de deux modes de jeu différents. Le mode campagne consiste en une succession de quatorze missions de difficulté croissante dans lesquelles le joueur tente d'amener les Orcs ou les Humains jusqu'à la victoire finale. Les premières missions des deux campagnes sont assez simples et font office de didacticiel,. Les différentes missions sont variées et demandent par exemple de détruire des cités, d'escorter des unités ou de prendre le contrôle d'une zone stratégique. Les campagnes prennent place dans différents types d'environnements dont certains amènent le joueur à combattre dans des paysages enneigés où les unités peuvent se déplacer sur la glace. Les missions peuvent favoriser des combats terrestres ou navals en fonction de la présence ou non d'étendues d'eau et de la surface de celles-ci.
Le mode escarmouche permet de jouer contre l'intelligence artificielle du jeu indépendamment de la campagne ou contre d'autres joueurs humains (jusqu'à huit joueurs) via un modem ou en réseau local. Contrairement à la version Macintosh du jeu, la version DOS n'est pas compatible TCP/IP mais il est néanmoins possible de jouer sur Internet en utilisant le logiciel Kali,. Un éditeur permet de créer de nouvelles cartes ou des scénarios qui peuvent être joués dans le mode escarmouche contre l'IA ou en multijoueur.

## Développement
En raison du succès de Warcraft: Orcs and Humans sorti en novembre 1994, Blizzard Entertainment commence à travailler sur les graphismes de sa suite dès janvier 1995. Le développement commence réellement en février et Chris Metzen, qui avait notamment travaillé sur les illustrations du manuel du titre précédent, est nommé designer après avoir travaillé sur une ébauche de synopsis,. Le jeu est annoncé dès le 27 mars 1995, pour une sortie prévue en décembre 1995, dans un communiqué qui décrit déjà précisément le contenu du jeu comme la possibilité de combats aériens et navals. Du fait d’un budget relativement serré, Blizzard Entertainment ne dispose que d’un délai très court pour le développement. Le jeu est ainsi développé en seulement 10 mois, performance que l’équipe explique par le fait que le succès du premier Warcraft leur avait permis de recruter de très bons développeurs en plus de l'équipe déjà en place, portant le nombre d’employés du studio à environ 40 personnes (équipes de marketing et de beta test comprise),,.
La conception du jeu a été le résultat d'un processus évolutif. Les différentes équipes de Blizzard Entertainment  ont ainsi commencé par développer leurs propres idées de concepts, de dessins ou de couleurs. Concepteurs, programmeurs et artistes ont ensuite coopéré afin de mettre leurs idées en commun et de les adapter en fonctions des besoins de chacun. Ainsi, les idées proposées par les concepteurs ont été modifiées par les programmeurs, en fonction des possibilités technologiques, et par les graphistes en fonction de l’effet visuel souhaité. La majorité des unités et des bâtiments de Warcraft II sont issus de ce processus, certains ayant continué d’évoluer jusque dans les dernières phases de développement du jeu (phase de test de qualité). La plupart des innovations apportées par rapport au premier épisode, comme le brouillard de guerre ou l’ajout de nouvelles races, avaient été demandées par les fans. L’équipe de développeurs essayait en effet de garder en tête les requêtes des joueurs, ces demandes étant souvent en phase avec les améliorations prévues. Bien que cela ait été demandé, les nouvelles races (Gnomes, Trolls, Elfes et Nains) n'ont par contre pas été intégrées comme des races à part entière. Les développeurs voulaient en effet introduire plus de richesse et de profondeur aux deux factions déjà présentes en leur attribuant de nouvelles unités et de nouveaux alliés. De plus, les graphismes et les animations ayant été amélioré par rapport au premier Warcraft, le nombre d'unités différentes devait être limité afin que le jeu ne nécessite pas des ordinateurs trop puissants. Les cinématiques visaient à fournir aux joueurs un monde plus vivant et une histoire encore plus prenante que dans le premier épisode. Enfin, l'aspect sonore a été réalisé à la fin du développement afin de faire correspondre les voix à l’aspect physique des personnages et des unités.
Une grande partie du travail des graphistes s'est fait en utilisant des  storyboards qui ont ensuite été dessinés et mis en couleur à l'encre avant d'être transféré sur ordinateur via des logiciels 2D et 3D comme Illustrator. Si les graphistes ont chacun leurs propres influences, la plupart d'entre eux s’est inspiré entre autres des planches de Frank Frazetta ou de Boris Vallejo mais aussi de jeux comme Donjons et Dragons ou de films comme Star Wars, Alien ou Conan le Barbare.

## Extension et versions
Quelques mois après la sortie de Warcraft II: Tides of Darkness, en avril 1996, Blizzard Entertainment publie l'extension Warcraft II: Beyond the Dark Portal développé par Cyberlore Studios. Celle-ci intègre une nouvelle campagne pour chaque race qui font suite au scénario du jeu original, chacune étant composée de douze missions. Ces nouvelles campagnes permettent au joueur de visiter un nouvel environnement, le monde de Draenor, et ajoute une dimension « jeu de rôle » avec l'introduction de cinq héros pour chaque race, comme le guerrier orc Grom Hellscream ou le mage Khadgar, disposant de caractéristiques supérieures à celles des unités standards,.
Le jeu a également fait l'objet d'une extension non officielle — baptisée W!Zone — publiée par WizardWorks Software aux États-Unis en 1996. Celle-ci inclut 50 nouveaux scénarios.
En 1997, Electronic Arts édite une version regroupant le jeu original et son extension, Warcraft II: The Dark Saga, développé par Climax Group pour les consoles Sega Saturn et PlayStation. Le contenu du jeu ne change pas mais l'interface est modifiée pour permettre de jouer avec une manette de jeu et ajoute notamment la possibilité de sélectionner plus d'unités à la fois que dans le jeu original. Enfin, en 1999, Blizzard Entertainment publie Warcraft II: Battle.net Edition qui combine le jeu original et son extension et permet de jouer sous Windows. Cette version permet également de jouer gratuitement sur la plate-forme multijoueur Battle.net de Blizzard Entertainment déjà utilisée pour Diablo et StarCraft.

## Accueil

### Tides of Darkness
| Warcraft II: Tides of Darkness |      |       |
| Média                          | Nat. | Notes |
| Computer Games Magazine        | GB   | 4,5/5 |
| Computer Gaming World          | US   | 4,5/5 |
| Entertainment Weekly           | US   | A     |
| Game Revolution                | US   | A-    |
| GameSpot                       | GB   | 93 %  |
| Gen4                           | FR   | 5/5   |
| Jeuxvideo.com                  | FR   | 90 %  |
| Joystick                       | FR   | 93 %  |
| Mac Gamer                      | US   | 95 %  |
| PC Gamer US                    | US   | 96 %  |
| Compilations de notes          |      |       |
| GameRankings                   | US   | 95 %  |
| MobyGames                      | US   | 91 %  |

Bénéficiant du succès de son prédécesseur, Warcraft II connaît dès sa sortie un important succès critique et commercial. Le site web GameRankings lui accorde par exemple un score de 95 % et c'est un des premiers jeux sur PC à dépasser le million de titres vendus. Ce succès permet à Blizzard Entertainment de rapidement s'élever au niveau des meilleurs développeurs de jeux vidéo. En 1996, le jeu est numéro un des ventes de jeux sur PC et avant la sortie de Warcraft II: Battle.net Edition en 1999, le jeu s'est déjà vendu à plus de deux millions d'exemplaires,. Warcraft II est très souvent comparé avec le titre Command and Conquer des studios Westwood et la compétition entre ces deux titres contribue fortement au développement des jeux de stratégie en temps réel à la fin des années 1990,.
À sa sortie le jeu est félicité par de nombreuses critiques pour ses graphismes en SVGA permettant de jouer en haute résolution pour un rendu plus détaillé des unités et des bâtiments,. Les critiques ont également apprécié les scènes cinématiques en rendu 3D qui ajoutent une « dimension supplémentaire » à la campagne du jeu et qui sont décrites comme très réussies. L'ambiance sonore est aussi mise en avant par de nombreuses critiques qui saluent l'apparition du son 3D, qui améliore la qualité des effets sonores par rapport à celle de son prédécesseur, et les cinquante minutes de la bande originale du jeu qui est décrite comme une « bombe qui colle parfaitement à l'ambiance » dans la critique de GameSpot. La plupart des critiques sont d'accord pour dire que le système de jeu est dans la droite lignée de celui de son prédécesseur mais que l'introduction d'unités navales et aériennes ainsi que d'une nouvelle ressource enrichit considérablement celui-ci en multipliant les possibilités stratégiques,. L'apparition du brouillard de guerre est également saluée même si certaines critiques regrettent que la ligne de vision des unités ne prenne pas en compte le terrain. Les améliorations de l'interface sont bien accueillies comme la possibilité de sélectionner jusqu'à neuf unités à la fois qui rend « les batailles de grande envergure plus viables et amusantes » et certains critiques sont satisfaits de l'amélioration de l'intelligence artificielle des unités par rapport à celle de Warcraft: Orcs and Humans. D'autres pensent au contraire que l'IA du jeu n'est pas assez développée et qu'il est donc plus intéressant de jouer en multijoueur. Certains critiques saluent le mode solo et apprécient la présence d'une campagne pour chaque race, ce qui augmente la durée de vie du jeu. Le journaliste de GameSpot regrette au contraire que les campagnes soient un peu courtes mais souligne que la présence d'un éditeur de carte et la possibilité de jouer en multijoueur font plus que compenser ce défaut. L'aspect multijoueur est d'ailleurs souvent mis en avant par les critiques qui apprécient de n'avoir besoin que d'un CD-ROM pour deux pour jouer en réseau, et le fait de pouvoir affronter jusqu'à huit joueurs via un modem ou en réseau local. Les critiques de la version Macintosh se réjouissent en plus de pouvoir jouer sur Internet sans avoir besoin de payer l'abonnement au logiciel Kali.
Warcraft II a été récompensé à de nombreuses reprises par la presse spécialisée. De nombreux magazines et sites spécialisés, comme PC Gamer et PC Magazine, le classent parmi les meilleurs jeux de stratégie de l'année, les meilleurs jeux multijoueur de l'année, voire parmi les meilleurs jeux sur PC. Il est également récompensé par le prix de l'innovation lors du Consumer Electronics Show.

### Beyond the Dark Portal
| Warcraft II: Beyond the Dark Portal |      |       |
| Média                               | Nat. | Notes |
| AllGame                             | US   | 4/5   |
| Computer Gaming World               | US   | 4.5/5 |
| Game Revolution                     | US   | B+    |
| GameSpot                            | US   | 92 %  |
| Gen4                                | FR   | 4/5   |
| Joystick                            | FR   | 90 %  |
| Mac Gamer                           | US   | 85 %  |
| Compilations de notes               |      |       |
| GameRankings                        | US   | 82 %  |
| MobyGames                           | US   | 87 %  |

L'extension Warcraft II: Beyond the Dark Portal fut plutôt bien reçue par les journalistes spécialisés - comme le montre les notes globales de 82 % et 87 % calculées par les sites GameRankings et MobyGames - qui la considèrent comme plutôt meilleure que les extensions habituelles. Les tests mettent en valeur la nouvelle campagne constituée de 24 scénarios et dont l'intrigue est « plus cohérente et plus limpide » que celle de Warcraft II: Tides of Darkness. La difficulté accrue de celle-ci est également mise en avant mais ne fait pas l'unanimité,. L'ajout d'une dimension « jeu de rôle » avec l'introduction de héros disposant de caractéristiques supérieures à celles des unités standards est également appréciée même si certains journalistes regrettent que cet aspect ne soit pas plus poussé,. Côté graphisme, les journalistes notent l'apparition du monde de Draenor dont les arbres sont remplacés par des champignons géants mais regrettent son aspect « un peu terne » et le peu de nouveautés visuelles et sonores. Warcraft II: Beyond the Dark Portal a été récompensé plusieurs fois par la presse spécialisée. Le magazine Computer Gaming World lui attribue par exemple le titre de « meilleure extension de l'année ».

### WarcraftII: The Dark Saga
La majorité des critiques comparent les versions Sega Saturn et PlayStation du jeu avec la version originale sur PC. Ils remarquent notamment que celles-ci sont quasiment identiques et conseillent donc à leurs lecteurs possédant un PC de ne pas acheter la version console qui n'est recommandée qu'aux personnes jouant exclusivement sur console,. Concernant les différences avec la version PC, GameSpot note que l'interface est améliorée afin de permettre de jouer facilement avec une manette de jeu. La critique note ainsi que les bâtiments peuvent produire des troupes automatiquement et que le joueur peut sélectionner plus d'unités à la fois que sur la version PC. Certains critiques apprécient ces améliorations et trouvent que le jeu est facile à prendre en main, même avec une manette,. Un journaliste note cependant que celle-ci reste beaucoup moins pratique qu'une souris d'ordinateur. Certains critiques sont impressionnés par la durée de vie du jeu qui combine Warcraft II: Tides of Darkness et son extension et qui dispose donc de quatre campagnes différentes. Ils regrettent néanmoins l'absence de mode multijoueur, et les temps de chargement plus longs que sur la version PC.

### Battle.net Edition
Selon le site GameSpot, bien que le jeu original ait plus de quatre ans, les possibilités multijoueur qu'il offre le rendent plus intéressant que la moitié des jeux de stratégie en temps réel sortis en 1999. Le critique de GameSpot apprécie notamment la possibilité de jouer gratuitement sur la plate-forme multijoueur Battle.net de Blizzard Entertainment déjà utilisée pour Diablo et StarCraft qui devrait selon lui attirer aussi bien les débutants que les joueurs connaissant déjà la version originale de Warcraft II: Tides of Darkness.

## Postérité
À la suite du succès de Warcraft II, Blizzard Entertainment lance le développement d'un nouveau jeu de stratégie en temps réel appelé StarCraft reprenant le principe des premiers Warcraft en le transposant dans un univers futuriste. Celui-ci est au départ mal accueilli par les critiques qui le qualifient de simple « Warcraft dans l'espace » ce qui pousse le studio à retravailler le jeu, repoussant ainsi sa sortie jusqu'en 1998. L'introduction par Blizzard de contrastes beaucoup plus marqués entre les différentes factions du jeu, tout en maintenant un certain équilibre entre celles-ci, fait de StarCraft et de son extension StarCraft: Brood War un immense succès critique et commercial qui éclipsa la concurrence,. Le jeu fut souvent mis en concurrence avec Total Annihilation pour le titre de « meilleur jeu de stratégie en temps réel ». Avec plus de 10 millions de jeux vendus, StarCraft reste à ce jour le jeu de stratégie sur PC le plus vendu de tous les temps. Le succès du jeu fut particulièrement important en Corée du Sud où les meilleurs joueurs intègrent des équipes professionnelles et s'affrontent dans des compétitions dont les matchs sont diffusés à la télévision,.
En parallèle du développement de StarCraft, Blizzard Entertainment et Animation Magic commencent en 1996 à travailler sur Warcraft Adventures: Lord of the Clans. Celui-ci devant être un jeu vidéo d'aventure en pointer-et-cliquer se focalisant sur l'histoire de Thrall, un jeune Orc né dans un camp d'emprisonnement peu après les évènements de Warcraft II. Le jeu est plusieurs fois reporté et Blizzard Entertainment annonce finalement lors de l'Electronic Entertainment Expo de 1998 que le jeu est annulé,. Le scénario du jeu s'inscrit cependant toujours dans la trame de la série. Celui-ci est en effet repris dans le roman Warcraft : le Chef de la rébellion écrit par Christie Golden et publié en 2001 et posant les bases du scénario du troisième épisode de la série : Warcraft III: Reign of Chaos. Sortis respectivement en 2002 et 2003, celui-ci et son extension Warcraft III: The Frozen Throne rencontrent comme leurs prédécesseurs un grand succès auprès des critiques et des joueurs grâce notamment à l'ajout d'un système de héros inspiré des jeux de rôle et de deux nouvelles factions,,. Warcraft III est dès sa sortie un important succès commercial. Avec un million de jeux vendus en moins d'un mois, il dépasse Diablo II et son extension et devient le jeu PC le plus rapidement vendu de tous les temps. Le 29 mai 2003, Warcraft III s'était déjà vendu à plus de 3 millions d'exemplaires dans le monde.
En plus de sa série de jeux de stratégie en temps réel, la franchise inclut le MMORPG World of Warcraft. Avec encore plus de onze millions d'abonnés en 2011, celui-ci reste un des jeux les plus populaires dans le monde,. La franchise Warcraft inclut également une série de romans dont le premier tome, Warcraft : le Jour du dragon, a été publié en février 2001, ainsi que des bandes dessinées,, des jeux de plateau,, un jeu de rôle sur table et des jeux de cartes. Un film basé sur l'univers du jeu, Warcraft : Le Commencement, sort en 2016,,.